# Méthode globale
L'expression française  méthode globale  a deux significations distinctes :
1. En pédagogie, c'est une méthode naturelle[Quoi ?] incluant l'apprentissage de la lecture et de l'écriture fondée notamment sur les centres d'intérêt. Conçue au début du XXe siècle par Ovide Decroly, un médecin, pédagogue et psychologue belge, elle a été complétée par la suite par d'autres pédagogues.
2. En France, pour les médias, la méthode globale est une méthode d'apprentissage de la lecture mise en avant dans les années 1970, et consistant à enseigner la lecture des mots sans passer par l'apprentissage automatisé et oral des lettres et des syllabes. Elle est due à Jean Foucambert. Bien que cet apprentissage de lecture n'ait jamais été réellement appliqué[1], même dans la décennie concernée, il suscite toujours une vive polémique d'ordre médiatique parfois reprise par le monde politique[2],[3].

Cet article traite de la méthode globale dans le monde francophone. Dans le monde anglophone, une méthode apparentée, connue sous le nom de « whole language », a connu un développement et une histoire assez différents.

## Historique
On trouve quelques rudiments d'une méthode unifiée d'apprentissage de la lecture et de l'écriture dans le livre de Nicolas Adam  "La vraie manière d'apprendre une langue quelconque, vivante ou morte, par le moyen de la langue française", qui, publié en 1787 à Paris, a eu très peu d'influence.
À la fin du XIXe siècle, les mouvements de l'Éducation nouvelle, en opposition à la tradition (conservatisme de l'Église[réf. nécessaire], républicanisme de Durkheim[Qui ?][réf. nécessaire]) ont souhaité actualiser les méthodes pédagogiques d'un point de vue individualiste[Quoi ?] héritées de la Renaissance et des humanistes (Érasme, Cornélius, Montaigne, Rabelais) en les recentrant sur les centres d'intérêt de l'enfant. [réf. souhaitée]. Ils prônaient[Qui ?] une éducation globale, accordant une importance égale aux différents domaines éducatifs : intellectuels, artistiques, physiques, manuels et sociaux.
S'inscrivant dans la lignée de ces mouvements en s'appuyant sur les centres d'intérêt de l'enfant, Ovide Decroly, un médecin, pédagogue et psychologue belge, a défini et expérimenté au début du XXe siècle un processus global d'apprentissage de la lecture et de l'écriture. Cette méthode s'adressait initialement à des enfants en difficulté, porteurs de pathologies d'apprentissage et n’arrivant pas à lire en utilisant les méthodes habituelles, notamment à des enfants atteints de surdité. Par la suite, il a appliqué ses expériences pédagogiques à des enfants ordinaires[Qui ?]. Il reconnaissait un principe affirmé par Claude Bernard : il n'y a pas de lois différentes pour la maladie et pour l'état de santé et les mêmes lois biologiques et psychologiques jouent dans les deux cas.
Contrairement à de nombreux utopistes liés à l'Éducation Nouvelle, Decroly soumettait ses expériences pédagogiques à des méthodes scientifiques et les enrichissait de ses compétences en psychologie. Cette démarche, originale à l'époque, a eu pour effet de lancer une réflexion chez de nombreux pédagogues sur le processus d'apprentissage de la lecture et de l'écriture. C'est ainsi qu'est née ce qui est nommé maintenant la « méthode globale » en pédagogie. Depuis lors, Decroly est qualifié de « père de la méthode globale ».
Par la suite, sa méthode a été testée et complétée par de nombreux pédagogues, notamment son collaborateur J.-E. Segers.
Dans les années 1970, une autre méthode globale, qui est nommé maintenant « méthode de lecture idéovisuelle » en pédagogie, a été testée à grande échelle en France. Elle est due à Jean Foucambert, qui ne s'est inspiré de Decroly que de façon lointaine. Cette méthode a causé bien des troubles d'apprentissage de la lecture chez beaucoup d'enfants. Elle était décriée par de nombreux parents d'élèves, instituteurs, psychologues, médias, etc. et elle a été abandonnée après une dizaine d'années.[réf. nécessaire]
L'homonymie de la méthode globale de Decroly et de celle de Foucambert a causé bien des incompréhensions et des débats stériles.
L'enseignement de la lecture et de l'écriture repose actuellement principalement sur des méthodes mixtes qui intègrent, entre autres, des éléments de la méthode syllabique et de la méthode globale.

## La méthode pédagogique

### Ovide Decroly
D'un point de vue pédagogique, la méthode globale d'Ovide Decroly se fonde sur des phénomènes de globalisation à la suite de la perception syncrétique de l'enfant. Decroly résume l’activité globalisatrice ainsi : « Elle fait le pont entre l’activité instinctive et l’activité intelligente supérieure.... Elle fonctionne spontanément chez les enfants et permet des acquisitions importantes telles que le langage, les connaissances sur le milieu matériel, vivant, social et aussi l’adaptation à une série de formes d’activités. La mère l’utilise inconsciemment pour éduquer l’enfant et lui faire acquérir diverses techniques importantes, notamment le langage... elle peut être appliquée non seulement dans l’initiation aux techniques (lecture, écriture, orthographe) mais aussi aux branches de connaissances relatives à la nature et l’homme (sciences naturelles, histoire, géographie) et à l’expression de ces connaissances dans la langue maternelle ou une autre langue...».
C'est dans sa critique de la notion associationniste, à la suite de sa recherche en psychologie génétique, que Decroly a mis en avant la fonction de globalisation, « un processus général et complexe ». De là, il a tiré de ses expériences des applications pédagogiques qui permettent selon les faits d'aller à l'analyse. Puisque la vision est déterminante pour Decroly, il nomme sa méthode de lecture idéovisuelle, visuelle-naturelle ou visuelle idéographique.
Une des principales contributions de Decroly a été de montrer l'importance des « centres d'intérêt » de l'enfant dans son apprentissage de la lecture. Les syllabes et les lettres isolées comme dans la méthode syllabique ne suffisent pas à elles seules pour que l'enfant reconnaisse spontanément et rapidement un mot. Il est nécessaire de retenir son attention par des mots ou des phrases en rapport avec ses goûts et ses habitudes familières. Il y a une relation entre le décodage et l'intérêt de l'enfant.
D'un point de vue psychologique, la méthode globale suit donc le développement de l'enfant. La lecture se met en place dès qu'un mot devient suffisamment familier pour être reconnu instantanément. L'observation et la pratique sont donc primordiales avant l'apprentissage de la lecture. « L'intérêt et le jeu devraient être les facteurs principaux dans ce procédé ».

### Henri Wallon
Les travaux du psychologue français Henri Wallon ont contribué à faire connaître la méthode globale en France dans les années 1950 et 1960. Pour lui, les centres d'intérêt de l'enfant constituent le cadre principal de l'approche pédagogique de Decroly. Ainsi, « les notions qui sont à enseigner à l'école sont des notions que le maître pourrait rattacher aux intérêts de l'enfant, aux nécessités de la vie qui est celle de l'enfant, aux conditions du milieu auquel il appartient. ».
Les méthodes actives mises en jeu permettent ainsi à l'enfant d'observer le monde qui l'entoure, de s'exprimer sur ses objets passés et surtout actuels, et d'associer les expériences de chacun entre eux en les conciliant avec une recherche documentaire, soit en pratiquant une méthode d'investigation ou d'enquête. Les trois principes de la pédagogie de Decroly sont : observation, expression, association. Contrairement à d'autres écoles de l'Éducation Nouvelle qui se protègent du monde extérieur, la méthode globale est ouverte sur le monde.
Wallon a montré, par ses travaux sur la pensée complexe et dialectique, que la méthode globale de Decroly a innové en prenant en compte le développement complexe de la psychologie de l'enfant. Pour Wallon, l'enfant a une perception syncrétique des choses bien qu'il ait des difficultés à les abstraire. Il nomme « confusion syncrétique » cette difficulté à abstraire chez l'enfant .

## Dans l'apprentissage de la lecture
La méthode globale (ba-b.a.) et la méthode syllabique (b.a.-ba) sont toutes deux des méthodes phonétiques. Elles font le lien entre lettres et sons. La méthode globale part du tout (du mot) pour aller à la partie (la syllabe). La méthode syllabique fait le chemin inverse : elle part de la partie pour aller vers le tout.
En pratique, il existe des va-et-vient entre ba et b.a. dans l'apprentissage de la lecture. En effet, « il existe deux « boîtes », deux « voies » coordonnées, qui fonctionnent ensemble, de façon d'ailleurs différentielle selon le matériel, les moments, et peut-être aussi les lecteurs, dans l'apprentissage puis la maîtrise de la lecture. La voie indirecte, ou analytique, est utilisée de préférence par les enfants dits « phéniciens » pour déchiffrer les mots qui se prononcent « normalement », la voie directe ou globale, basée sur la configuration spatiale du mot, par les sujets dit « chinois » pour les mots irréguliers, c'est-à-dire dont la prononciation ne correspond pas à l'écriture. Après être passé une dizaine de fois par la boîte phénicienne, les mots connus sont stockés dans la boîte chinoise. Les adultes ne lisent jamais en épelant syllabe après syllabe ! Aussi bien une méthode strictement syllabique est-elle impraticable dans les langues européennes qui, surtout comme le français et l'anglais, ne s'écrivent pas tout à fait comme elles se parlent, et même assez loin de là (ex : mai, mais, maie, mes, mets, m'est, m'ait, m'aient, m'aient...). ».
La méthode globale de Decroly a été enseignée en Belgique et en Suisse. En France, une méthode homonyme, due à Jean Foucambert et différente de celle de Decroly, a été conseillée dans les années 1970.

## Études scientifiques

### J.E. Segers
Les expérimentations de type psychologie expérimentale réalisées par le psychologue J.-E. Segers en 1939, valident le cadre théorique de la méthode globale. Selon lui, la méthode pédagogique de Decroly a fait ses preuves et « l'expérience a prouvé sa supériorité pédagogique sur la méthode analytique-synthétique des mots types. ». « Rappelons que pour le Dr. Decroly la lecture n'est pas une branche autonome, une discipline indépendante de la vie, de l'esprit, de l'enfant mais que, dès le début, elle doit être associée au centre d'intérêt, constituer une branche outil, être considérée comme un mode de communication de la pensée » (p.156).
Cependant, ces expérimentations rectifient quelques-unes des affirmations de Decroly sur sa méthode de lecture. C'est le cas notamment du mot, qui « fait penser à l'écriture idéographique » . Decroly pense aussi que c'est par la perception visuelle que le phénomène de globalisation est le plus flagrant. Mais Segers montre qu'on le trouve aussi « dans l'activité mentale en rapport avec les autres catégories de perception et notamment avec les perceptions auditives, cutanées et motrices ». De ce fait, si le visuel est déterminant, les sens d'un point de vue général ne sont pas suffisants en eux-mêmes pour appréhender la lecture dans sa globalité, surtout pour des handicapés tels que Helen Keller.

### Stanislas Dehaene
Des études scientifiques démontrant le lien entre l'apprentissage de la lecture par la méthode globale et certaines pathologies comme la dysorthographie, sont venues compléter les résultats de l'étude menée en 2005 par la Fédération nationale des orthophonistes (FNO), qui avait démenti que la méthode globale soit la cause d'apparition de la dyslexie qui, lorsqu'elle est avérée, a des origines « biologiques, génétiques et est donc antérieure à toute méthode d'apprentissage ». Ces mêmes scientifiques soutiennent ensuite que la méthode globale « était la pire manière d'apprendre à lire pour des enfants dyslexiques », car « ces enfants ont plus besoin que les autres du décodage syllabique ». La prévalence de la dyslexie est de 5 à 12 % de la population, selon les différentes études.
Les travaux de Stanislas Dehaene semblent indiquer que la reconnaissance globale des mots ferait toujours appel à « un traitement parallèle des lettres », mais à une vitesse très rapide. Cela a conduit ce scientifique à condamner la méthode globale en ces termes : « À la lumière de ces découvertes, ce que nous apprennent les neurosciences rejoint et étaie les sciences de l’éducation. On comprend notamment pourquoi la « méthode globale » d’apprentissage de la lecture est condamnée à ne pas bien fonctionner. En effet cette dernière attend de l’enfant qu’il reconnaisse un mot entier – « chaise », « vache », « lapin » – et non ses composantes autonomes, associations de graphèmes et de phonèmes, que l’enfant devra décomposer en lettres et en sons. Or ce sont bien sur ces segments, à commencer par les lettres, que travaille le cerveau, par exemple quand il mobilise ses algorithmes de reconnaissance des visages. Le « b a ba » dont on s’est tant moqué est ce qui permet le mieux d’activer et de recycler les zones cérébrales adéquates. »
Dehaene ne parle cependant pas tant de la syllabe que du phonème, c'est-à-dire du son. Le neuro-scientifique et les cognitivistes préconisent ainsi strictement le mode opératoire linguistique phonétique pour toute langue syllabaire (Chinois) et alphasyllabaire (Français).
Or, les expériences de Decroly sur les sourds démontrent que le son n'est pas une nécessité à l'apprentissage de la lecture. L'aspect visuel, comme le mettent en avant les expérimentations de Segers, est donc un aspect plus déterminant de l'apprentissage de la lecture et de l'écriture que l'aspect auditif.

## Débat en France depuis les années 1970

### Jean Foucambert
Il y a une autre méthode pédagogique, qui est également appelée « méthode globale » par Jean Foucambert. Elle a été promulguée en France dans les années 1970. Elle était alors encouragée par l'Association française pour la lecture (AFL).
La méthode globale de Foucambert reprend quelques points de celle de Decroly, mais en diffère sur beaucoup d'autres sous l'influence de la théorie de l'information, de la cybernétique, du cognitivisme et des neurosciences.
Si la méthode globale de Decroly traite de l'apprentissage dans le cadre des centres d'intérêt, celle de Foucambert reste disciplinaire.
Chez Decroly comme chez Foucambert, la lecture se fait par la reconnaissance d'un mot entier, ou d'une phrase entière plus expressive. Mais si chez Decroly l'apprentissage passe en premier lieu par des jeux ludiques d'expression et de communication, chez Foucambert, il passe directement par l'écriture sans passer par l'expression. Ainsi l'enfant aborde d'abord le « message-information (code écrit) » avant d'aborder le « code informatique (code oral) » . Ni chez l'un, ni chez l'autre, il n'y a d'apprentissage des codes, de déchiffrage des syllabes. Les phonèmes sont pour l'enfant des sons et des symboles à mémoriser sans significations.
Aujourd'hui nommée « méthode de lecture idéovisuelle » par les pédagogues, la méthode globale de Foucambert n'est pas phonétique (ba ⇒ ba) et ne cherche pas à établir a priori de lien entre les signes et leur prononciation, entre code oral et code écrit. C'est une méthode dite « d'approche globale de la lecture ».

### Oppositions à la lecture par l'écrit
Selon ses détracteurs, la méthode globale de Foucambert s'est avérée être un désastre[réf. nécessaire] : elle aurait causé un taux d'échecs élevé dans l'apprentissage de la lecture chez les jeunes enfants, et elle aurait contraint de nombreux parents à avoir recours à des cours extrascolaires pour apprendre à lire à leurs enfants. Or, dans La manière d'être lecteur, Jean Foucambert montre que « la pratique du déchiffrement, son enseignement en tant que base de la lecture est la cause : d'une part, de ce qu'un nombre important d'enfants puis d'adultes ne lisent pas [...]. D'autre part, la cause des troubles qu'on range dans la catégorie des dyslexies ». « Les dyslexies ne sont pas des troubles de lecture mais des troubles du déchiffrement ».
Nombre de ses détracteurs estimaient que la méthode syllabique, utilisée jusque-là en France, était un mode d'apprentissage de la lecture plus fiable, malgré les expériences et expérimentations en psychologie qui invalident les méthodes synthétiques et la lecture à haute voix. Or, selon eux, la méthode syllabique conduisait certes à un apprentissage de la lecture plus lent que l'apprentissage par la méthode globale, 9 mois en moyenne, au lieu de 3 mois, mais une lecture automatique du texte qui était acquise systématiquement. Avec la méthode globale, toutefois, selon eux, l'enfant ne savait lire que les mots qu'il connaissait déjà malgré les études depuis Ovide Decroly qui mettent en avant que la phrase facilite a posteriori l'analyse, la décomposition et le déchiffrage. Ovide Decroly et Jean Foucambert ne rejettent pas le déchiffrage ou la décomposition mais ce n'est pas la base de la lecture, c'est plutôt a posteriori la conséquence.
La promotion de ce cheminement par l'écrit de l'apprentissage de la lecture sur de longues années, malgré ses effets néfastes, suscite une vive et longue polémique politicienne conduite par des associations, des politiciens, les médias, des orthophonistes, des neuro-cognitivistes et des parents d'élèves. Cela contribue encore à ancrer durablement l'expression « méthode globale » dans la mémoire collective sous son acception foucambertienne.
Cette idée de lecture par l'écrit a finalement été abandonnée au bout d'une dizaine d'années.[réf. nécessaire]

## L'apprentissage de la lecture et de l'écriture aujourd'hui

### En pédagogie
Aujourd'hui, en pédagogie, le débat entre méthode syllabique et la méthode globale est généralement considéré comme clos. L'enseignement actuel de la lecture et de l'écriture est presque toujours fondé sur des méthodes mixtes, qui allient des approches phonétiques, syllabiques et de reconnaissance globale des mots.
Selon une enquête par É. et J. Fijalkow, l'enseignement de la lecture par la méthode syllabique, le son et les livres de jeunesse concernait environ 50 % des écoliers en 1990 et 80 % en 2009.
Roland Goigoux considère que le débat des méthodes est un débat "archaïque", qui n'a plus lieu d'être et doit être dépassé.

### En politique
Le débat entre la méthode syllabique et la méthode globale refait parfois surface en politique en France, où la vieille polémique des années 1970 se voit relancée et utilisée à des fins électoralistes.
Par exemple, après avoir réfuté l'usage de la méthode globale pour l'apprentissage de la lecture, Gilles de Robien, alors ministre de l'Éducation nationale, déclare en 2005 qu'il faut « abandonner une fois pour toutes la méthode globale ». Cet appel, lancé plus de deux décennies après l'abandon de la méthode globale en France, a pu sembler anachronique.